# Saint Paul (Alaska)
St. Paul és una població dels Estats Units a l'estat d'Alaska. Segons el cens del 2010 tenia 479 habitants.

## Demografia
Segons el cens del 2000, St. Paul tenia 532 habitants, 177 habitatges, i 123 famílies La densitat de població era de 5,1 habitants/km².
Dels 177 habitatges en un 38,4% hi vivien nens de menys de 18 anys, en un 40,1% hi vivien parelles casades, en un 22% dones solteres, i en un 30,5% no eren unitats familiars. En el 24,9% dels habitatges hi vivien persones soles el 6,2% de les quals corresponia a persones de 65 anys o més que vivien soles. El nombre mitjà de persones vivint en cada habitatge era de 2,88 i el nombre mitjà de persones que vivien en cada família era de 3,44.
Per edats la població es repartia de la següent manera: un 29,5% tenia menys de 18 anys, un 9,6% entre 18 i 24, un 32,5% entre 25 i 44, un 22,9% de 45 a 60 i un 5,5% 65 anys o més.
L'edat mediana era de 32 anys. Per cada 100 dones de 18 o més anys hi havia 125,9 homes.
La renda mediana per habitatge era de 50.750 $ i la renda mediana per família de 51.750 $. Els homes tenien una renda mediana de 32.583 $ mentre que les dones 29.792 $. La renda per capita de la població era de 18.408 $. Aproximadament el 6,4% de les famílies i l'11,9% de la població estaven per davall del llindar de pobresa.